# Jaroslav Opěla
Jaroslav Opěla (22. května 1935 Ostrava-Hrabová – 25. června 2016) byl český dirigent.
V roce 1958 vystudoval řízení orchestru na Hudební fakultě Janáčkovy akademie múzických umění v Brně u Břetislava Bakaly. Byl druhým dirigentem Filharmonie pracujících (dnes Filharmonie B. Martinů) v Gottwaldově (Zlín). Pohostinsky řídil filharmonii v Lodži; uplatňoval soudobou českou hudbu; v roce 1966 emigroval; byl asistentem Rafaela Kubelíka; ředitelem Bavorského rozhlasu a docentem Vysoké hudební školy v Mnichově.

## Sokromý život
V polovině 60. let 20. století se oženil s herečkou Evelynou Stryhalovou.